# Alto Alegre (Roraima)
Pour les articles homonymes, voir Alto Alegre.
Alto Alegre est une ville brésilienne du nord-ouest de l'État du Roraima. Sa population était estimée à 14 386 habitants en 2007. La municipalité s'étend sur 25 567 km2.